# A-1 Hrvatska košarkaška liga (žene)
A-1 hrvatska košarkaška liga za žene predstavlja najviši rang košarkaškog prvenstva za žene u Hrvatskoj.

## Sudionici 2017./18.
- Ragusa - Dubrovnik
- Plamen - Požega
- Pula Črnja Tours -  Pula
- Brod na Savi - Slavonski Brod
- Split -  Split
- Šibenik - Šibenik
- Podravac Gigant - Virje
- Zadar - Zadar
- Dubrava BLC - Zagreb
- Medveščak  - Zagreb
- Trešnjevka 2009 -  Zagreb

## Prvakinje i doprvakinje
| sezona      | prvakinje                  | doprvakinje                 |
| ----------- | -------------------------- | --------------------------- |
| 1991./92.   | Splićanka (Split)          | Montmontaža Zagreb          |
| 1992./93.   | Splićanka (Split)          | Montmontaža Zagreb          |
| 1993./94.   | Splićanka (Split)          | Centar banka Zagreb         |
| 1994./95.   | Centar banka Zagreb        | Montmontaža Zagreb          |
| 1995./96.   | Centar banka Zagreb        | Montmontaža Zagreb          |
| 1996./97.   | Šibenik                    | Centar banka Zagreb         |
| 1997./98.   | Adriatic osiguranje Zagreb | Šibenik                     |
| 1998./99.   | Montmontaža Zagreb         | Hrvatski dragovoljac Zagreb |
| 1999./2000. | Gospić 83 Inero            | Montmontaža Zagreb          |
| 2000./01.   | Croatia Zagreb             | Gospić Inero                |
| 2001./02.   | Gospić Inero               | Montmontaža Zagreb          |
| 2002./03.   | Šibenik                    | Gospić                      |
| 2003./04.   | Gospić Industrogradnja     | Šibenik Jolly JBS           |
| 2004./05.   | Croatia Zagreb             | Šibenik Jolly               |
| 2005./06.   | Gospić                     | Šibenik Jolly               |
| 2006./07.   | Šibenik Jolly JBS          | Gospić CO                   |
| 2007./08.   | Šibenik Jolly JBS          | Gospić CO                   |
| 2008./09.   | Gospić CO                  | Šibenik Jolly JBS           |
| 2009./10.   | Gospić CO                  | Šibenik Jolly JBS           |
| 2010./11.   | Gospić CO                  | Šibenik Jolly JBS           |
| 2011./12.   | Gospić                     | Šibenik Jolly JBS           |
| 2012./13.   | Novi Zagreb                | Gospić                      |
| 2013./14.   | Medveščak Zagreb           | Novi Zagreb                 |
| 2014./15.   | Medveščak Zagreb           | Kvarner Rijeka              |
| 2015./16.   | Medveščak Zagreb           | Zadar                       |
| 2016./17.   | Medveščak Zagreb           | Trešnjevka 2009 Zagreb      |
| 2017./18.   | Medveščak Zagreb           | Trešnjevka 2009 Zagreb      |

### Vječna ljestvica
| klub                        | prvakinje                                              | doprvakinje                                            |
| --------------------------- | ------------------------------------------------------ | ------------------------------------------------------ |
| Gospić                      | 2000., 2002., 2004., 2006., 2009., 2010., 2011., 2012. | 2001., 2003., 2007., 2008., 2013.                      |
| Croatia Zagreb              | 1995., 1996., 1998., 2001., 2005.                      | 1994., 1997.                                           |
| Medveščak Zagreb            | 2014., 2015., 2016., 2017., 2018.                      |                                                        |
| Šibenik                     | 1997., 2003., 2007., 2008.                             | 1998., 2004., 2005., 2006., 2009., 2010., 2011., 2012. |
| Split                       | 1992., 1993., 1994.                                    |                                                        |
| Trešnjevka 2009 Zagreb      | 1999.                                                  | 1992., 1993., 1995., 1996., 2000., 2002., 2017., 2018. |
| Zagreb                      | 2013.                                                  | 2014.                                                  |
| Hrvatski dragovoljac Zagreb |                                                        | 1999.                                                  |
| Kvarner Rijeka              |                                                        | 2015.                                                  |
| Zadar                       |                                                        | 2016.                                                  |

## Poveznice
- Kup Ružice Meglaj-Rimac
- Prvenstvo Jugoslavije u košarci za žene
- Euroliga
- MŽRKL
- MEL
- WBFAL

## Vanjske poveznice
- službena stranica
- kosarka.org, statistički centar  Arhivirana inačica izvorne stranice od 22. rujna 2013. (Wayback Machine)
- zenska-kosarka.com
- crokosarka.com
- eurobasket.com, A-1 liga žene
- wayback arhiva, sports123.com, A-1 liga žene pristupljeno 8. listopada 2013.
- hks-cbf.hr, raspored A-1 lige 2013./14.[neaktivna poveznica], pristupljeno 8. listopada 2013.